# آن داسير
آن لو فيفر داسير (بالفرنسية: Anne Dacier)‏ (1647-17 أغسطس 1720) والمعروفة خلال حياتها باسم مدام داسير، هي عالمة ومترجمة ومعلقة ومحررة كلاسيكيات فرنسية بما في ذلك: الإلياذة والأوديسة، سعت إلى نصرة الأدب القديم واستخدمت قدراتها الكبيرة في اللاتينية واليونانية لهذا الغرض، وكذلك لدعمها المالي وإنتاج سلسلة من الإصدارات والترجمات التي كسبت منها معيشتها، كانت هي المكرسة لفيلسوف هيستوريا مولايوم جيل ميناج الذي استخدم توصيفها لها وآنا ماريا فان شورمان لتقديم أمثلة رائدة في الأطروحات التي تنادي بتعليم الإناث عبر القرون التالية.

## النشأة والتعليم
التاريخ الدقيق لميلادها غير معروف وتختلف المصادر في آرائها: 1647 يقترحه فراد وويلز وأيضًا كونلي في موسوعة الإنترنت للفلسفة، تشير الموسوعة البريطانية بريتانيكا إلى 1654، بينما تُشير الموسوعة الكاثوليكية إلى عام 1651، كانت الصورة الوحيدة المعروفة لها المؤرخة عام 1854، توفيت عن عمر يناهز 68 عامًا، مما يشير إلى 1651-52، تري إليان إيتي العام 1645 على أساس سجل الرعية في إيز سور تيل والذي يشيرالي أن تاريخ معموديتها في 24 ديسمبر 1645.
نشأت داسير لأول مرة في بريويلي في تورين حيث ولدت شقيقتها مارغريت، قضت ما تبقى من طفولتها في سومور وهي بلدة في منطقة لوار في فرنسا، ودرّسها والدها تانيجوي لو فيفر اللغة اللاتينية واليونانية القديمة على حد سواء، في 29 أكتوبر 1662 تزوجت من جان ليسنييه الثاني، كان لديهم ابن يُدعى تانيغوي ولد في يناير 1669 لكنه توفي بعد ثلاثة أسابيع، انفصل الزوجان حوالي عام 1670، وفي عام 1683 تزوجت من أحد طلاب والدها أندريه داسير (يعمل أيضًا في الدراسات الكلاسيكية والترجمات وإن كان عمله يعتبره محرري الموسوعة أدنى بكثير من راتبها)

## الطبعات الكلاسيكية والترجمات
توفي والدها في عام 1672، وبعد ذلك انتقلت إلى باريس تحمل معها جزءًا من طبعة من "Callimachus" التي نشرتها في عام 1674، اكتسبت مزيدًا من العمل من خلال صديق والدها بيير دانيال هويت ثم مساعد مدرس لدوفين ومسؤولة عن سلسلة إصدارات "Ad Usum Delphini" (المعروفة باسم كلاسيكيات دلفين).
في عام 1681 ظهرت النسخة النثرية لها من أناكريون وصافو، وفي السنوات القليلة التالية نشرت إصدارات النثر من أمفيترون لبلاوتوس وإبيديكوس ورودنز (1683) والسحب وبلوتوس أريستوفان(1684)، الترجمات الأولى من أريستوفانيس باللغة الفرنسية وستة مسرحيات هزلية ل ترنتيوس (1688)، في عام 1684 تقاعدت هي وزوجها في كاستر بهدف تكريس أنفسهم للدراسات الإلهيات، في عام 1685 تم مكافأة عائلة داسير بمعاش تقاعدي من قبل لويس الرابع عشر الفرنسي لتحويلهم إلى الكاثوليكية الرومانية. تعاونت آن وأندريه داسير في ترجمتين: تأملات ماركوس أوريليوس (1691) وأول ست حياوات متوازية لست فلوطرخس (1694)، في عام 1699 ظهرت ترجمتها النثرية للإلياذة مما أكسبها التقدير الذي احتلت به في الأدب الفرنسي، تبعها بعد تسع سنوات ترجمة مماثلة لأوديسة وجدها ألكساندر بوب مفيدة، نشرت داسير بدورها في عام 1724 ملاحظات حول ترجمة البابا للأولى (1715-1720) والتي أكسبتها بعض الشهرة في إنجلترا أيضًا.

## جدال
أثارت الإلياذة -الذي جعلت هوميروس معروفًا لأول مرة لكثير من الادباء الفرنسيين (بما في ذلك أنطوان هودار دي لا موت)- جدلاً أدبيًا مشهورًا، في عام 1714، نشر "La motte" نسخة شعرية من الإلياذة، اختصرت وتغيرت لتناسب ذوقه الخاص، موضحة الأسباب التي أدت إلى فشل هوميروس في إرضاء ذوقه النقديK ردت السيدة داسير في نفس العام في عملها «أسباب فساد المذاق» في دفاعها عن هوميروس، طورت داسير جمالياتها الفلسفية الخاصة، تصر على مركزية الذوق كمؤشر على مستوى الحضارة الأخلاقية والفنية ضمن ثقافة معينة، أجرى La Motte النقاش بمنتهى البهجة والمرح، وكان سعيدًا برؤية آرائه بدعم من قبل الدير جان تيراسون، الذي أنتج في عام 1715 مجلدين بعنوان أطروحة ناقدة على الإلياذة "Dissertation critique sur L'Iliade"، حيث حافظ على تلك العلوم والفلسفة وخاصة علم وفلسفة رينيه ديكارت، فقد طور العقل البشري بحيث كان شعراء القرن الثامن عشر متفوقين بشكل لا مثيل له على شعراء اليونان القديمة، وفي نفس العام نشر كلود بوفييه هوميروس في التحكيم "Homère en arbitrage" والذي خلص فيه إلى أن الطرفين تم الاتفاق عليهما حقًا بشأن النقطة الأساسية التي كانت أن هوميروس أحد أعظم العباقرة الذين شهدهم العالم، وأنه ككل لا يمكن لأي قصيدة أخرى أن يكون المفضل له، وبعد فترة وجيزة (في 5 أبريل 1716) في منزل جان بابتيست دي فالينكورت اجتمعت داسير وLa Motte في العشاء وشربا على صحة هوميروس.